# 柏林天文台

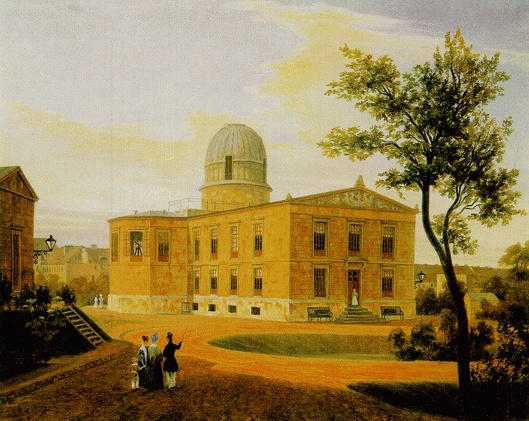
1838年繪製的新柏林天文台，1846年天文學家在此發現了行星海王星。

柏林天文台（Berliner Sternwarte）是一個德國天文機構，從18世紀開始在德國柏林市內及週邊地區擁有一系列天文台和相關組織。
柏林天文台起源於1700年，當時戈特弗里德·莱布尼茨發起成立了「勃蘭登堡科學學會」（Sozietät der Wissenschaften），該學會於1744年成為普魯士科學院。普魯士科學院沒有天文台，但有一位天文學家戈特弗里德·基希，他從柏林的私人天文台進行觀測。第一座小型天文台於1711年建成，資金來自曆法計算。
1825年，約翰·弗朗茨·恩克被普魯士國王腓特烈·威廉三世任命為館長。在亞歷山大·馮·洪堡的支持下，恩克說服國王同意資助建造一座真正的天文台，但有一個條件，即天文台每周有兩個晚上向公眾開放。該建築由著名建築師卡爾·弗里德里希·申克爾設計，於1835年開始運行，現在國際天文學聯合會天文台代碼548。
雖然最初的天文台建在城市的郊區，但隨著時間的推移，城市不斷擴張，兩個世紀後，天文台位於市區中間，這使得觀測變得非常困難，因此有人提出了搬遷天文台的建議。該天文台於1913年遷至波茨坦-巴伯斯貝格。自1992年以來，柏林天文台由波茨坦萊布尼茨天文物理研究所 (AIP) 管理，儘管自20世紀以來就沒有用於天體觀測。

## 外部連結
- Astrophysical Institute Potsdam – MHD Group 的存檔，存档日期22 July 2011.
- A brief history of astronomy in Berlin and the Wilhelm-Foerster-Observatory
- Astrophysics Institute Potsdam